# Andreas Norlén
Andreas Norlén (nacido el 6 de mayo de 1973) es un político sueco del Partido Moderado. Ha sido miembro del Riksdag desde 2006. Fue elegido por la circunscripción del condado de Östergötland en el lugar 88 y reside en Norrköping.
Es un abogado graduado de la Universidad de Estocolmo. También realizó estudios de investigación y posee un doctorado en derecho comercial de la Universidad de Linköping.
El 18 de septiembre de 2018 fue nominado por La Alianza para el cargo de Presidente del Riksdag con el apoyo del partido Demócratas de Suecia.